# Wladimir Michailowitsch Alexejew
Wladimir Michailowitsch Alexejew, russisch Владимир Михайлович Алексеев, englische Transkription Vladimir Michailovich Alekseev, (* 17. Juni 1932 in Bykowo bei Moskau; † 1. Dezember 1980) war ein sowjetischer Mathematiker, der sich mit Himmelsmechanik und Dynamischen Systemen befasste.
Er war in Moskau an einer der Lomonossow-Universität angeschlossenen Spezialschule für Mathematik und nahm an mehreren Mathematikolympiaden teil. Ab 1950 studierte er an der Fakultät für Mathematik und Mechanik der Lomonossow-Universität, an der er ein Schüler von Andrei Kolmogorow wurde, unter dem er sich mit dem asymptotischen Verhalten des Dreikörperproblems der Himmelsmechanik befasste, wobei er auch schon die Möglichkeit chaotischer Bewegung fand (quasi-zufällig). Das war Gegenstand seiner Dissertation und quasi-zufällige Bewegung die seiner Habilitation 1969.  Ab 1957 lehrte er an der Lomonossow-Universität.
1970 hielt er einen Vortrag auf dem Internationalen Mathematikerkongress in Nizza (Sur l´allure finale du mouvement dans le problème de trois corps).
Er führte mit Jakow Sinai über 20 Jahre ein Seminar über dynamische Systeme, mit V. A. Egorov eines über Himmelsmechanik und M. Zelikin und Wladimir Michailowitsch Tichomirow (Tikhomirov) eines über Variationsprobleme und optimale Steuerung.

## Schriften
- Symbolische Dynamik (Russisch), Kiew 1976
- mit V. M. Tikhomirov, S. Fomin: Optimal Control, New York: Consultants Bureau 1987
- mit G Kušnirenko, J. Szűcs, A. B. Katok: Thirteen papers on dynamical systems, American Mathematical Society 1981
- mit E. M. Galeev, V. M. Tikhomirov: Recueil de problèmes do̕ptimisation (Französisch), Moskau, MIR 1987